# Eosentomon delicatum
Eosentomon delicatum är en urinsektsart som beskrevs av Hermann Gisin 1945. Eosentomon delicatum ingår i släktet Eosentomon och familjen trakétrevfotingar. Arten är reproducerande i Sverige. Inga underarter finns listade i Catalogue of Life.